# Skokholm
Skokholm (walisisk: Ynys Sgogwm) eller Skokholm Island er en ø omkring 4,0 km ud for Pembrokeshires kyst i Wales, syd for naboen Skomer. Det omgivende vand er et naturreservat og både øen og vandet er en del af Pembrokeshire Coast National Park. Både Skomer og Skokholm er desuden Sites of Special Scientific Interest.
Øen har sandsynligvis været beboet siden stenalderen, da der er gjort arkæologiske fund af bosættelser.
Selvom der ikke gror nogle træer på øen i moderne tid, så stammet navnet Skokholm sandsynligvis fra norrøne skógr (skov) og holmr (holm eller ø). Den blev navngivet af vikingerne under deres invasion.